# Platycleis irritans
Platycleis irritans är en insektsart som beskrevs av Willy Adolf Theodor Ramme 1951. Platycleis irritans ingår i släktet Platycleis och familjen vårtbitare. Inga underarter finns listade i Catalogue of Life.